# Język sekar
Język sekar, także: seka, kokas – język austronezyjski używany w indonezyjskiej prowincji Papua Zachodnia, w dystrykcie Kokas na półwyspie Bomberai oraz na wyspie Ogar.
Według danych z 1977 roku posługuje się nim 450 osób. Jego użytkownicy zamieszkują miejscowości: Kinam, Mandoni, Kimina Kra, Batufiafas, Sosar, Sisir, Sekar, Ugar.
Jego przynależność lingwistyczna nie została dobrze ustalona. Do bliskich krewnych tego języka należą onin i uruangnirin, przypuszczalnie także język yamdena z archipelagu Moluków.